# Monomorium effractor
Monomorium effractor је инсект из реда Hymenoptera. 

## Угроженост
Ова врста се сматра рањивом у погледу угрожености врсте од изумирања.

## Распрострањење
Индија је једино познато природно станиште врсте.

## Станиште
Врста Monomorium effractor има станиште на копну.